# Protodejeania montana
Protodejeania montana là một loài ruồi trong họ Tachinidae.